# Jens Petter Hauge
Jens Petter Hauge, né le 12 octobre 1999 à Bodø en Norvège, est un footballeur international norvégien qui joue au poste d'ailier gauche au FK Bodø/Glimt.

## Biographie

### Débuts en Norvège
Natif de Bodø en Norvège, Jens Petter Hauge est formé par le club de sa ville natale, le FK Bodø/Glimt. Il signe son premier contrat professionnel alors qu'il n'a que 16 ans, le 13 avril 2016, Il fait sa première apparition en professionnel le lendemain, en Coupe de Norvège, face à l'IF Fløya (en). Entré en cours de jeu lors de cette rencontre, il se fait remarquer en réalisant un triplé, contribuant ainsi à la nette victoire de son équipe par six à zéro. Le 23 avril suivant, il joue son premier match en Eliteserien, face au Strømsgodset IF. Son équipe s'incline sur le score de deux buts à zéro ce jour-là.
En 2018, Hauge est prêté à l'Aalesunds FK, où il joue six matchs en deuxième division. Il fait ensuite son retour dans son club formateur.
Hauge est l'auteur d'un début de saison 2020 très réussi, se faisant remarquer en inscrivant un but et une passe décisive lors de la première journée face au Viking FK le 16 juin (victoire 2-4 de Bodø/Glimt) et réalisant pareil performance le 21 juin suivant face au FK Haugesund (victoire 6-1 de Bodø/Glimt). Il contribue grandement au bon début de saison de son équipe, qui après dix journées est leader du championnat avec dix victoires.
En 2020, Hauge découvre la Ligue Europa, se montrant décisif dès son premier match, le 27 août contre le FK Kauno Žalgiris où il réalise un doublé et délivre une passe décisive, contribuant à la large victoire de son équipe (6-1). Lors du tour suivant son équipe affronte le Milan AC, le 24 septembre. Hauge se fait remarquer en marquant un but et délivrant une passe décisive pour Kasper Junker. Malgré cela Bodø/Glimt s'incline par trois buts à deux mais cette prestation du jeune ailier norvégien incite le Milan à vouloir le recruter. En vérité le joueur était suivit depuis plusieurs mois par le club milanais mais son match face aux Rossoneri a convaincu les dirigeants du Milan de le recruter.

### Milan AC
Jens Petter Hauge s'engage pour un contrat de cinq ans en faveur du Milan AC le 1er octobre 2020. Le transfert est estimé à cinq millions d'euros et il portera le numéro 15,. Il fait sa première apparition sous ses nouvelles couleurs le 4 octobre 2020, lors de la troisième journée de la saison 2020-2021 de Serie A face au Spezia Calcio. Il entre en cours de partie à la place de Brahim Díaz lors de cette rencontre remportée par le Milan (3-0).
Le 22 octobre 2020, lors du match en Écosse opposant le Celtic Glasgow au Milan AC, dans le cadre des poules de la ligue Europa, il rentre en jeu à la 80e minute, à la place de Brahim Diaz. Il inscrit son premier but avec le Milan AC lors de cette rencontre à la 92e minute, dans un face à face plein de sang-froid malgré la pression du défenseur de retour dans son dos.
Le 22 novembre 2020, il inscrit son premier but en Serie A dans le temps additionnel de la rencontre face au Naples. Le Milan s'impose par trois buts à un ce jour-là.
Le 3 décembre 2020, lors du retour contre le Celtic Glasgow à San Siro, Hauge s'illustre en marquant un but et délivrant une passe décisive à Brahim Diaz.

### Eintracht Francfort
Le 10 août 2021, Jens Petter Hauge est prêté pour une saison avec option d'achat à l'Eintracht Francfort,. Il joue son premier match pour Francfort le 14 août 2021, lors de la première journée de la saison 2021-2022 de Bundesliga face au Borussia Dortmund. Il entre en jeu à la place de Daichi Kamada et se fait remarquer en marquant son premier but pour l'Eintracht. Son équipe s'incline toutefois par cinq buts à deux ce jour-là.
Le 28 mai 2022, l'option d'achat est levée, Hauge rejoint donc définitivement l'Eintracht Francfort,.

### KAA La Gantoise
Le 16 août 2023, Jens Petter Hauge est prêté pour une saison au KAA La Gantoise par l'Eintracht Francfort.

### Retour à l'Eintracht Francfort
Hauge fait son retour à l'Eintracht Francfort à l'été 2023, à la fin de son prêt à La Gantoise.

### Retour en prêt au FK Bodø/Glimt
Le 31 janvier 2024, Jens Petter Hauge fait son retour au FK Bodø/Glimt sous la forme d'un prêt d'une saison, soit jusqu'en décembre 2024, avec option d'achat.

### En équipe nationale
Avec les moins de 18 ans, il inscrit un but lors d'un match amical contre la Macédoine en mars 2017. Il délivre également à cette occasion une passe décisive.
Hauge est ensuite sélectionné avec l'équipe de Norvège des moins de 19 ans. Il inscrit son premier but avec cette équipe le 27 mars 2018, contre l'Écosse, lors des éliminatoires du championnat d'Europe des moins de 19 ans. Il délivre également à cette occasion une passe décisive. La Norvège s'impose à l'issue d'un match prolifique en buts (victoire 4-5). Il dispute ensuite la phase finale du championnat d'Europe des moins de 19 ans 2018 qui se déroule en Finlande. Lors de cette compétition, il joue quatre matchs. Il se met en évidence en inscrivant deux buts, contre la Finlande, puis l'Angleterre.
Par la suite, avec les moins de 20 ans, il participe à la Coupe du monde des moins de 20 ans en 2019. Lors du mondial junior organisé en Pologne, il joue deux matchs. Il se met en évidence lors de la rencontre remportée douze à zéro face au Honduras, où il inscrit un but et délivre quatre passes décisives. Avec un bilan d'une seule victoire et deux défaites, la Norvège ne parvient pas à s'extirper de la phase de groupe.
Hauge joue son premier match avec l'équipe de Norvège espoirs face à Chypre, le 15 novembre 2019. Il est titularisé et son équipe l'emporte par deux buts à un. Le 4 septembre 2020 il marque son premier but avec les espoirs, contre Gibraltar, participant à la large victoire des siens (6-0).
Jens Petter Hauge honore sa première sélection avec l'équipe nationale de Norvège le 11 octobre 2020, lors d'une rencontre de Ligue des nations face à la Roumanie. Il entre en jeu ce jour-là à la place de Mohamed Elyounoussi et les Norvégiens s'imposent sur le score de quatre buts à zéro.

## Vie personnelle
Jens Petter Hauge est le frère aîné de Runar Hauge, lui aussi footballeur professionnel formé au FK Bodø/Glimt.

## Statistiques
| Saison                | Club                  | Championnat           | Championnat | Championnat | Coupe(s) nationale(s) | Coupe(s) nationale(s) | Compétition(s) continentale(s) | Compétition(s) continentale(s) | Compétition(s) continentale(s) | Total | Total |
| Saison                | Club                  | Division              | M.          | B.          | M.                    | B.                    | Comp.                          | M.                             | B.                             | M.    | B.    |
| 2018                  | Aalesunds FK (prêt)   | OBOS-ligaen           | 6           | 0           | -                     | -                     | -                              | -                              | -                              | 6     | 0     |
| Sous-total            | Sous-total            | Sous-total            | 6           | 0           | -                     | -                     | -                              | -                              | -                              | 6     | 0     |
| 2016                  | FK Bodø/Glimt         | Tippeligaen           | 20          | 1           | 4                     | 4                     | -                              | -                              | -                              | 24    | 5     |
| 2017                  | FK Bodø/Glimt         | OBOS-ligaen           | 28          | 2           | -                     | -                     | -                              | -                              | -                              | 28    | 2     |
| 2018                  | FK Bodø/Glimt         | Eliteserien           | 11          | 0           | 4                     | 2                     | -                              | -                              | -                              | 15    | 2     |
| 2019                  | FK Bodø/Glimt         | Eliteserien           | 28          | 7           | 1                     | 2                     | -                              | -                              | -                              | 29    | 9     |
| 2020                  | FK Bodø/Glimt         | Eliteserien           | 18          | 14          | -                     | -                     | C3                             | 3                              | 3                              | 21    | 17    |
| Sous-total            | Sous-total            | Sous-total            | 105         | 24          | 9                     | 8                     | -                              | 3                              | 3                              | 117   | 35    |
| 2020-2021             | AC Milan              | Serie A               | 18          | 2           | 1                     | 0                     | C3                             | 5                              | 3                              | 24    | 5     |
| 2021-2022             | Eintracht Francfort   | Bundesliga            | 26          | 2           | -                     | -                     | C3                             | 12                             | 1                              | 38    | 3     |
| 2023-2024             | Eintracht Francfort   | Bundesliga            | 10          | 0           | 2                     | 0                     | C4                             | 5                              | 0                              | 17    | 0     |
| Sous-total            | Sous-total            | Sous-total            | 36          | 2           | 2                     | 0                     | -                              | 17                             | 1                              | 55    | 3     |
| 2022-2023             | La Gantoise (prêt)    | Jupiler Pro League    | 19          | 0           | 2                     | 0                     | C3+C4                          | 2+6                            | 0+0                            | 29    | 0     |
| 2024                  | FK Bodø/Glimt (prêt)  | Eliteserien           | 28          | 8           | 2                     | 1                     | C4+C1+C3                       | 2+6+6                          | 0+2+1                          | 44    | 12    |
| 2025                  | FK Bodø/Glimt         | Eliteserien           | 0           | 0           | -                     | -                     | -                              | -                              | -                              | 0     | 0     |
| Sous-total            | Sous-total            | Sous-total            | 28          | 8           | 2                     | 1                     | -                              | 14                             | 3                              | 44    | 12    |
| Total sur la carrière | Total sur la carrière | Total sur la carrière | 212         | 36          | 16                    | 9                     | -                              | 47                             | 10                             | 275   | 55    |

### Palmarès
FK Bodø/Glimt
- Champion de Norvège
  - Champion : 2020

 Eintracht Francfort
- Ligue Europa
  - Vainqueur : 2022.

 AC Milan
- Serie A
  - Vice-champion : 2021.